# Sisley
Sisley (Сисле́й), или Sisley Paris — марка французской косметики, основанная в 1976 году Юбером д’Орнано (головной офис компании находится в Париже). Продукция Sisley продаётся более чем в 90 странах мира и является обладателем ряда наград.

## Концепция
В основе концепции марки Sisley лежит фитокосметология — использование в косметических средствах натуральных растительных экстрактов.

## Основные классы продукции
- Средства ухода для лица и тела
- Декоративная косметика
- Парфюмерия

## Известные продукты
Многие продукты Sisley, выпущенные в первые годы существования марки, и сегодня пользуются международным признанием:
- Emulsion Ecologique 1980. «Экологическая эмульсия» — помогает коже в борьбе с отрицательными экологическими воздействиями[7].
- Crème Réparatrice au beurre de karité 1980. Крем «Репаратрис» средство SOS для всей семьи, успокаивает, снимает раздражение.
- Super Crème Solaire Visage 1990. Солнцезащитное средство. Загар и уход за кожей.
- Sisleya 1999. Сислея — антивозрастное средство.
- Phyto-Teint Eclat 2002. Тональный фитокрем «Сияние» — тончайшая текстура, уход за кожей лица.

Наиболее успешные средства Sisley последнего десятилетия:
- All Day All Year 2005. Ол Дей Ол Еа — своеобразный антивозрастной «щит».
- Hydra-Global 2007. Гидро-глобаль восстанавливает баланс увлажнения, характерный для молодой кожи.
- Supremÿa 2009. Супремия — антивозрастной ночной крем.
- Sisleÿum for men 2011. Сислейом. Средство для мужчин. Обеспечивает уникальный комплексный уход.
- Eau d’Ikar 2011. О д Икар — туалетная вода для мужчин[8].

## Сотрудничество
В 2008 году компания Sisley Cosmetics заключила соглашение с брендом Byblos, результатом которого стало открытие спа-цента Spa Byblos by Sisley Cosmetics.
В 2010 году российское представительство компании Sisley Cosmetics приняло участие в благотворительной акции, доходы от которой поступили в Фонд помощи детям с онкологическими заболеваниями.
В течение 2011 года по всей Америке проходит благотворительная акция с участием марки Sisley: 20 % поступлений компания пожертвует в Фонд исследования рака.

## Ссылка
- Официальный сайт компании Архивная копия от 14 июля 2011 на Wayback Machine  (англ.)